# Prezydenci Ghany

## Pierwsza Republika (1960–1966)
| Prezydent | Prezydent | Prezydent                 | Kadencja     | Kadencja       | Partia polityczna       |
| #         | Portret   | Imię i nazwisko           | Od           | Do             | Partia polityczna       |
| --------- | --------- | ------------------------- | ------------ | -------------- | ----------------------- |
| 1         |           | Kwame Nkrumah (1909–1972) | 1 lipca 1960 | 26 lutego 1966 | Ludowa Partia Konwencji |

## Rządy Wojskowe (1966–1969)
| Prezydent | Prezydent | Prezydent                 | Kadencja        | Kadencja        | Partia polityczna |
| #         | Portret   | Imię i nazwisko           | Od              | Do              | Partia polityczna |
| --------- | --------- | ------------------------- | --------------- | --------------- | ----------------- |
| 2         |           | Joseph Ankrah (1915–1992) | 24 lutego 1966  | 2 kwietnia 1969 | wojskowy          |
| 3         |           | Akwasi Afrifa (1936–1979) | 2 kwietnia 1969 | 3 września 1969 | wojskowy          |

## Druga Republika (1969–1972)
| Prezydent | Prezydent | Prezydent                     | Kadencja         | Kadencja         | Partia polityczna |
| #         | Portret   | Imię i nazwisko               | Od               | Do               | Partia polityczna |
| --------- | --------- | ----------------------------- | ---------------- | ---------------- | ----------------- |
| (3)       |           | Akwasi Afrifa (1936–1979)     | 3 września 1969  | 7 sierpnia 1970  | wojskowy          |
| 4         |           | Nii Amaa Ollennu (1906–1986)  | 7 sierpnia 1970  | 31 sierpnia 1970 | Bezpartyjny       |
| 5         |           | Edward Akufo-Addo (1906–1979) | 31 sierpnia 1970 | 13 stycznia 1972 | Bezpartyjny       |

## Rządy Wojskowe (1972–1979)
| Prezydent | Prezydent | Prezydent                            | Kadencja        | Kadencja         | Partia polityczna |
| #         | Portret   | Imię i nazwisko                      | Od              | Do               | Partia polityczna |
| --------- | --------- | ------------------------------------ | --------------- | ---------------- | ----------------- |
| 6         |           | Ignatius Kutu Acheampong (1931–1979) | 13 January 1972 | 5 lipca 1978     | wojskowy          |
| 7         |           | Frederick Akuffo (1937–1979)         | 5 lipca 1978    | 4 czerwca 1979   | wojskowy          |
| 8         |           | Jerry John Rawlings (1947–2020)      | 4 czerwca 1979  | 24 września 1979 | wojskowy          |

## Trzecia Republika (1979–1981)
| Prezydent | Prezydent | Prezydent                | Kadencja         | Kadencja        | Partia polityczna      |
| #         | Portret   | Imię i nazwisko          | Od               | Do              | Partia polityczna      |
| --------- | --------- | ------------------------ | ---------------- | --------------- | ---------------------- |
| 9         |           | Hilla Limann (1934–1998) | 24 września 1979 | 31 grudnia 1981 | Ludowa Partia Narodowa |

## Rządy Wojskowe (1981–1993)
| Prezydent | Prezydent | Prezydent                       | Kadencja        | Kadencja        | Partia polityczna |
| #         | Portret   | Imię i nazwisko                 | Od              | Do              | Partia polityczna |
| --------- | --------- | ------------------------------- | --------------- | --------------- | ----------------- |
| (8)       |           | Jerry John Rawlings (1947–2020) | 31 grudnia 1981 | 7 stycznia 1993 | wojskowy          |

## Czwarta Republika (od 1993)
| Prezydent | Prezydent | Prezydent                       | Kadencja        | Kadencja        | Partia polityczna              |
| #         | Portret   | Imię i nazwisko                 | Od              | Do              | Partia polityczna              |
| --------- | --------- | ------------------------------- | --------------- | --------------- | ------------------------------ |
| (8)       |           | Jerry John Rawlings (1947–2020) | 7 stycznia 1993 | 7 stycznia 2001 | Narodowy Kongres Demokratyczny |
| 10        |           | John Kufuor (1938–)             | 7 stycznia 2001 | 7 stycznia 2009 | Nowa Partia Patriotyczna       |
| 11        |           | John Atta-Mills (1944–2012)     | 7 stycznia 2009 | 24 lipca 2012   | Narodowy Kongres Demokratyczny |
| 12        |           | John Dramani Mahama (1958–)     | 24 lipca 2012   | 7 stycznia 2017 | Narodowy Kongres Demokratyczny |
| 13        |           | Nana Akufo-Addo (1944–)         | 7 stycznia 2017 | 7 stycznia 2025 | Nowa Partia Patriotyczna       |
| (12)      |           | John Dramani Mahama (1958–)     | 7 stycznia 2025 | nadal urzęduje  | Narodowy Kongres Demokratyczny |